# Olympische Jugend-Winterspiele 2024/Teilnehmer (Österreich)
| Gelbes Symbol für Goldmedaillen mit stilisierten Olympischen Ringen | Graues Symbol für Silbermedaillen mit stilisierten Olympischen Ringen | Braundes Symbol für Bronzemedaillen mit stilisierten Olympischen Ringen |
| ------------------------------------------------------------------- | --------------------------------------------------------------------- | ----------------------------------------------------------------------- |
| 5                                                                   | 6                                                                     | 5                                                                       |

Österreich nahm mit 61 Athleten an den Olympischen Jugend-Winterspielen 2024 in der südkoreanischen Provinz Gangwon teil.

## Medaillen

### Medaillenspiegel
| Rang   | Sportart              | Gold | Silber | Bronze | Gesamt |
| ------ | --------------------- | ---- | ------ | ------ | ------ |
| 1      | Ski Alpin             | 3    | 2      | 1      | 6      |
| 2      | Snowboard             | 1    | —      | —      | 1      |
| 2      | Nordische Kombination | 1    | —      | —      | 1      |
| 4      | Rennrodeln            | —    | 2      | 3      | 5      |
| 5      | Skispringen           | —    | 1      | 1      | 2      |
| 6      | Freestyle-Skiing      | —    | 1      | —      | 1      |
| Gesamt | Gesamt                | 5    | 6      | 5      | 16     |

### Medaillengewinner
| Name/n                                                      | Sportart              | Wettkampf                      |
| ----------------------------------------------------------- | --------------------- | ------------------------------ |
| Gold                                                        |                       |                                |
| Maja Waroschitz                                             | Ski Alpin             | Alpine Kombination             |
| Maja Waroschitz                                             | Ski Alpin             | Slalom                         |
| Hanna Karrer                                                | Snowboard             | Slopestyle                     |
| Maja Waroschitz Florian Neumayer                            | Ski Alpin             | Mixed Team                     |
| Andreas Gfrerer                                             | Nordische Kombination | Gundersen Normalschanze / 6 km |
| Silber                                                      |                       |                                |
| Nikolaus Humml                                              | Skispringen           | Normalschanze                  |
| Eva Schachner                                               | Ski Alpin             | Super-G                        |
| Asaja Sturm                                                 | Ski Alpin             | Super-G                        |
| Paul Socher                                                 | Rennrodeln            | Einsitzer                      |
| Marie Riedl Nina Lerch                                      | Rennrodeln            | Doppelsitzer                   |
| Janik Sommerer                                              | Freestyle-Skiing      | Skicross                       |
| Bronze                                                      |                       |                                |
| Marie Riedl                                                 | Rennrodeln            | Einsitzer                      |
| Lina Angelika Riedl Anna Lerch                              | Rennrodeln            | Doppelsitzer                   |
| Sara Pokorny Meghann Wadsak Lukas Haagen Nikolaus Humml     | Skispringen           | Mixed                          |
| Marie Riedl Paul Socher Johannes Scharnagl / Moritz Schiegl | Rennrodeln            | Teamstaffel                    |
| Florian Neumayer                                            | Ski Alpin             | Riesenslalom                   |

## Teilnehmer nach Sportart

### Biathlon
| Athleten                                                         | Wettbewerbe                           | Zeit        | Fehler         | Rang |
| ---------------------------------------------------------------- | ------------------------------------- | ----------- | -------------- | ---- |
| Frauen                                                           |                                       |             |                |      |
| Lilly Fuchs                                                      | 6 km Sprint                           | 22:41,7 min | 4 (2+2)        | 30   |
| Lilly Fuchs                                                      | 10 km Einzel                          | 45:18,2 min | 5 (1+3+0+1)    | 58   |
| Rosaly Stollberger                                               | 6 km Sprint                           | 21:51,7 min | 1 (0+1)        | 16   |
| Rosaly Stollberger                                               | 10 km Einzel                          | 39:31,9 min | 2 (0+1+1+0)    | 09   |
| Anna-Lena Wolf                                                   | 6 km Sprint                           | 24:07,1 min | 4 (3+1)        | 44   |
| Anna-Lena Wolf                                                   | 10 km Einzel                          | 43:49,2 min | 6 (1+1+1+3)    | 42   |
| Ilka Zleptnik                                                    | 6 km Sprint                           | 26:02,9 min | 6 (4+2)        | 66   |
| Ilka Zleptnik                                                    | 10 km Einzel                          | 47:47,6 min | 7 (0+3+2+2)    | 75   |
| Männer                                                           |                                       |             |                |      |
| Simon Grasberger                                                 | 7,5 km Sprint                         | 24:24,7 min | 4 (1+3)        | 42   |
| Simon Grasberger                                                 | 12,5 km Einzel                        | 47:45,6 min | 7 (1+3+0+3)    | 34   |
| Simon Hechenberger                                               | 7,5 km Sprint                         | 25:59,3 min | 5 (2+3)        | 72   |
| Simon Hechenberger                                               | 12,5 km Einzel                        | 47:04,5 min | 4 (0+1+2+1)    | 30   |
| Matthäus Schöneigner                                             | 7,5 km Sprint                         | 22:30,9 min | 3 (1+2)        | 07   |
| Matthäus Schöneigner                                             | 12,5 km Einzel                        | 48:16,1 min | 9 (4+2+2+1)    | 41   |
| Magnus Steiner                                                   | 7,5 km Sprint                         | 25:39,1 min | 5 (2+3)        | 69   |
| Magnus Steiner                                                   | 12,5 km Einzel                        | 49:37,9 min | 9 (1+2+3+3)    | 56   |
| Mixed                                                            |                                       |             |                |      |
| Rosaly Stollberger Simon Grasberger                              | Single-Mixed-Staffel (6 km + 7,5 km)  | 47:52,7 min | 3+14 (2+8 1+6) | 12   |
| Anna-Lena Wolf Lilly Fuchs Simon Grasberger Matthäus Schöneigner | Mixed-Staffel (2 × 6 km + 2 × 7,5 km) | 1:22:25,9 h | 3+16 (1+8 2+8) | 7    |

### Bob
| Athleten       | Lauf 1  | Lauf 1 | Lauf 2  | Lauf 2 | Gesamt      | Gesamt |
| Athleten       | Zeit    | Rang   | Zeit    | Rang   | Zeit        | Rang   |
| -------------- | ------- | ------ | ------- | ------ | ----------- | ------ |
| Männer         |         |        |         |        |             |        |
| Henning Beierl | 55,54 s | 10     | 56,52 s | 15     | 1:52,06 min | 12     |

### Curling
| Wettbewerb             | Mixed Doppel                                                          |
| ---------------------- | --------------------------------------------------------------------- |
| Athleten               | Emma Müller Luis Heinisch                                             |
| Vorrunde               | Deutschland 5:9 Kasachstan Sieg Italien 6:5 Dänemark 4:11 Schweiz 3:9 |
| Viertelfinale          | ausgeschieden                                                         |
| Halbfinale             | ausgeschieden                                                         |
| Finale/Spiel um Bronze | ausgeschieden                                                         |
| Rang                   | 13                                                                    |

### Eishockey
Die Longlist des österreichischen Kaders wurde am 8. September 2023 veröffentlicht. Der finale Kader wurde am 23. Dezember 2023 bekanntgegeben.
| Wettbewerb      | 3×3 Männer |
| --------------- | --- |
| Athleten        | Martin Haim Gabriel Lemberger Simon Cseh Johannes Dobrovolny Luca Fischer Marc Hudritsch Ben Öfner Jonathan Oschgan Paul Schuster Paul Sintschnig Paul Loui Vaschauner Luca Van Ee Rafael Wagnsonner |
| Vorrunde        | Großbritannien (12:3) Kasachstan (8:9) Chinesisch Taipeh (18:1) Spanien (4:3) Lettland (3:9) Dänemark (7:5) Polen (2:3)                                                                              |
| Halbfinale      | Dänemark (3:5) |
| Spiel um Bronze | Kasachstan (5:6) |
| Rang            | 4 |

### Eisschnelllauf
| Athleten        | Wettbewerb | Zeit        | Rang |
| --------------- | ---------- | ----------- | ---- |
| Frauen          |            |             |      |
| Jeannine Rosner | 500 m      | DNF         | DNF  |
| Jeannine Rosner | 1500 m     | 2:06,14 min | 5    |
| Sarah Rosner    | 500 m      | 43,442 s    | 25   |
| Sarah Rosner    | 1500 m     | 2:20,68 min | 27   |
| Männer          |            |             |      |
| Paul Wörle      | 500 m      | 41,29 s     | 27   |
| Paul Wörle      | 1500 m     | 2:12,95 min | 31   |

| Athleten        | Wettbewerb  | Halbfinale  | Halbfinale | Finale        | Finale        | Rang |
| Athleten        | Wettbewerb  | Zeit        | Rang       | Zeit          | Rang          | Rang |
| --------------- | ----------- | ----------- | ---------- | ------------- | ------------- | ---- |
| Frauen          |             |             |            |               |               |      |
| Jeannine Rosner | Massenstart | 6:00,56 min | 6          | 5:55,82 min   | 8             | 8    |
| Sarah Rosner    | Massenstart | 6:30,48 min | 15         | ausgeschieden | ausgeschieden | 31   |
| Männer          |             |             |            |               |               |      |
| Paul Wörle      | Massenstart | 6:25,30 min | 11         | ausgeschieden | ausgeschieden | 27   |

### Freestyle-Skiing
| Athleten                       | Wettbewerbe         | Vorrunde | Viertelfinale | Halbfinale    | Finale/Kleines Finale | Rang          |
| Athleten                       | Wettbewerbe         | Rang     | Rang          | Rang          | Rang                  | Rang          |
| ------------------------------ | ------------------- | -------- | ------------- | ------------- | --------------------- | ------------- |
| Frauen                         |                     |          |               |               |                       |               |
| Elisabeth Walch                | Skicross            | DNS      | —             | ausgeschieden | ausgeschieden         | ausgeschieden |
| Lena Westermayr                | Skicross            | 9        | —             | ausgeschieden | ausgeschieden         | 18            |
| Männer                         |                     |          |               |               |                       |               |
| Janik Sommerer                 | Skicross            | 2        | —             | 1             | Finale: 2             | Silber        |
| Sebastian Wild                 | Skicross            | 6        | —             | ausgeschieden | ausgeschieden         | 18            |
| Mixed                          |                     |          |               |               |                       |               |
| Janik Sommerer Lena Westermayr | Mixed-Team Skicross | 2        | 3             | ausgeschieden | ausgeschieden         | 11            |
| Sebastian Wild Elisabeth Walch | Mixed-Team Skicross | DNS      | ausgeschieden | ausgeschieden | ausgeschieden         | DNS           |

### Nordische Kombination
| Athleten                                                  | Wettbewerb                                | Skispringen                   | Skispringen | Skispringen | Langlauf    | Langlauf | Rang   |
| Athleten                                                  | Wettbewerb                                | Weite                         | Punkte      | Rang        | Zeit        | Rang     | Rang   |
| --------------------------------------------------------- | ----------------------------------------- | ----------------------------- | ----------- | ----------- | ----------- | -------- | ------ |
| Frauen                                                    |                                           |                               |             |             |             |          |        |
| Katharina Gruber                                          | Gundersen Normalschanze / 4 km            | 76,5 m                        | 61,5        | 19          | 15:20,3 min | 19       | 19     |
| Clara Mentil                                              | Gundersen Normalschanze / 4 km            | 93,0 m                        | 95,2        | 13          | 13:58,3 min | 15       | 15     |
| Männer                                                    |                                           |                               |             |             |             |          |        |
| Andreas Gfrerer                                           | Gundersen Normalschanze / 6 km            | 112,0 m                       | 141,0       | 1           | 1:23,1 min  | 1        | Gold   |
| David Liegl                                               | Gundersen Normalschanze / 6 km            | 105,0 m                       | 129,6       | 6           | 14:08,2 min | 3        | Bronze |
| Mixed                                                     |                                           |                               |             |             |             |          |        |
| Katharina Gruber Andreas Gfrerer David Liegl Clara Mentil | Team Gundersen Normalschanze / 4 × 3,3 km | 82,5 m 106,0 m 109,0 m 89,5 m | 425,2       | 4           | 34:44,0 min | 4        | 4      |

### Rennrodeln
| Athleten                                                    | Wettbewerb   | Lauf 1   | Lauf 1 | Lauf 2   | Lauf 2 | Gesamt       | Gesamt |
| Athleten                                                    | Wettbewerb   | Zeit     | Rang   | Zeit     | Rang   | Zeit         | Rang   |
| ----------------------------------------------------------- | ------------ | -------- | ------ | -------- | ------ | ------------ | ------ |
| Frauen                                                      |              |          |        |          |        |              |        |
| Viktoria Gasser                                             | Einsitzer    | 48,878 s | 8      | 48,525 s | 4      | 1:37,403 min | 8      |
| Marie Riedl                                                 | Einsitzer    | 48,250 s | 3      | 48,678 s | 5      | 1:36,928 min | Bronze |
| Lina Angelika Riedl Anna Lerch                              | Doppelsitzer | 48,687 s | 3      | 48,691 s | 2      | 1:37,378 min | Bronze |
| Marie Riedl Nina Lerch                                      | Doppelsitzer | 48,535 s | 2      | 48,606 s | 2      | 1:37,141 min | Silber |
| Männer                                                      |              |          |        |          |        |              |        |
| Paul Socher                                                 | Einsitzer    | 46,226 s | 1      | 46,315 s | 2      | 1:32,541 min | Silber |
| Johannes Scharnagl                                          | Einsitzer    | 46,815 s | 5      | 46,789 s | 5      | 1:33,604 min | 5      |
| Johannes Scharnagl Moritz Schiegl                           | Doppelsitzer | 47,793 s | 4      | 48,433 s | 4      | 1:36,226 min | 4      |
| Mixed                                                       |              |          |        |          |        |              |        |
| Marie Riedl Paul Socher Johannes Scharnagl / Moritz Schiegl | Teamstaffel  | —        | —      | —        | —      | 2:30,421 min | Bronze |

### Skeleton
| Athleten          | Lauf 1  | Lauf 1 | Lauf 2  | Lauf 2 | Gesamt      | Gesamt |
| Athleten          | Zeit    | Rang   | Zeit    | Rang   | Zeit        | Rang   |
| ----------------- | ------- | ------ | ------- | ------ | ----------- | ------ |
| Frauen            |         |        |         |        |             |        |
| Sarah Baumgartner | 55,22 s | 4      | 55,19 s | 5      | 1:50,41 min | 6      |

### Ski Alpin
| Athleten         | Wettbewerb         | Lauf 1  | Lauf 1 | Lauf 2  | Lauf 2 | Gesamt      | Gesamt |
| Athleten         | Wettbewerb         | Zeit    | Rang   | Zeit    | Rang   | Zeit        | Rang   |
| ---------------- | ------------------ | ------- | ------ | ------- | ------ | ----------- | ------ |
| Frauen           |                    |         |        |         |        |             |        |
| Lana Hillbrand   | Super-G            | —       | —      | —       | —      | 56,94 s     | 32     |
| Lana Hillbrand   | Alpine Kombination | 59,39 s | 35     | DNF     | DNF    | DNF         | DNF    |
| Lana Hillbrand   | Riesenslalom       | DNF     | DNF    | DNF     | DNF    | DNF         | DNF    |
| Lana Hillbrand   | Slalom             | DNF     | DNF    | DNF     | DNF    | DNF         | DNF    |
| Eva Schachner    | Super-G            | —       | —      | —       | —      | 53,61 s     | Silber |
| Eva Schachner    | Alpine Kombination | 56,18 s | 2      | DNF     | DNF    | DNF         | DNF    |
| Eva Schachner    | Riesenslalom       | 50,39 s | 16     | DNF     | DNF    | DNF         | DNF    |
| Eva Schachner    | Slalom             | 53,27 s | 25     | 49,50 s | 14     | 1:42,77 min | 18     |
| Maja Waroschitz  | Super-G            | —       | —      | —       | —      | 55,13 s     | 14     |
| Maja Waroschitz  | Alpine Kombination | 56,38 s | 3      | 51,58 s | 4      | 1:47,96 min | Gold   |
| Maja Waroschitz  | Riesenslalom       | DNF     | DNF    | DNF     | DNF    | DNF         | DNF    |
| Maja Waroschitz  | Slalom             | 49,35 s | 1      | 48,14 s | 2      | 1:37,49 min | Gold   |
| Männer           |                    |         |        |         |        |             |        |
| Stephan Koch     | Super-G            | —       | —      | —       | —      | 55,43 s     | 17     |
| Leon Hafner      | Alpine Kombination | 54,40 s | 2      | 56,73 s | 19     | 1:51,13 s   | 12     |
| Leon Hafner      | Riesenslalom       | 49,32 s | 5      | 48,02 s | 24     | 1:37,34 min | 11     |
| Leon Hafner      | Slalom             | DNF     | DNF    | DNF     | DNF    | DNF         | DNF    |
| Florian Neumayer | Super-G            | —       | —      | —       | —      | 54,87 s     | 4      |
| Florian Neumayer | Alpine Kombination | 55,89 s | 19     | DNF     | DNF    | DNF         | DNF    |
| Florian Neumayer | Riesenslalom       | 49,80 s | 7      | 45,57 s | 2      | 1:35,37 min | Bronze |
| Florian Neumayer | Slalom             | 48,16 s | 10     | DNF     | DNF    | DNF         | DNF    |
| Asaja Sturm      | Super-G            | —       | —      | —       | —      | 54,43 s     | Silber |
| Asaja Sturm      | Alpine Kombination | 56,13 s | 13     | 55,27 s | 7      | 1:50,73     | 8      |
| Asaja Sturm      | Riesenslalom       | 51,17 s | 21     | 45,75 s | 4      | 1:36,92 min | 7      |
| Asaja Sturm      | Slalom             | DNF     | DNF    | DNF     | DNF    | DNF         | DNF    |

| Athleten                         | Wettbewerbe | Achtelfinale | Achtelfinale | Viertelfinale | Viertelfinale | Halbfinale | Halbfinale | Finale | Finale | Rang |
| Athleten                         | Wettbewerbe | Gegner       | Punkte       | Gegner        | Punkte        | Gegner     | Punkte     | Gegner | Punkte | Rang |
| -------------------------------- | ----------- | ------------ | ------------ | ------------- | ------------- | ---------- | ---------- | ------ | ------ | ---- |
| Mixed                            |             |              |              |               |               |            |            |        |        |      |
| Maja Waroschitz Florian Neumayer | Mannschaft  | JPN          | 3:1          | GER           | 3:1           | USA        | 3:1        | SWE    | 2:2 1  | Gold |

### Skilanglauf
| Athleten                                                       | Wettbewerb       | Zeit        | Rang |
| -------------------------------------------------------------- | ---------------- | ----------- | ---- |
| Frauen                                                         |                  |             |      |
| Heidi Bucher                                                   | 7,5 km klassisch | 22:50,7 min | 08   |
| Katharina Engelhardt                                           | 7,5 km klassisch | 24:07,2 min | 26   |
| Männer                                                         |                  |             |      |
| Elias Eischer                                                  | 7,5 km klassisch | 21:01,7 min | 24   |
| Niklas Walcher                                                 | 7,5 km klassisch | 21:51,0 min | 38   |
| Mixed                                                          |                  |             |      |
| Heidi Bucher Niklas Walcher Katharina Engelhardt Elias Eischer | 4 × 5 km Staffel | 55:54,1 min | 11   |

| Athleten             | Wettbewerb      | Qualifikation | Qualifikation | Viertelfinale | Viertelfinale | Halbfinale    | Halbfinale    | Finale        | Finale        | Rang |
| Athleten             | Wettbewerb      | Zeit          | Rang          | Zeit          | Rang          | Zeit          | Rang          | Zeit          | Rang          | Rang |
| -------------------- | --------------- | ------------- | ------------- | ------------- | ------------- | ------------- | ------------- | ------------- | ------------- | ---- |
| Frauen               |                 |               |               |               |               |               |               |               |               |      |
| Heidi Bucher         | Sprint Freistil | 3:40,39 min   | 18            | 3:34,19 min   | 2             | 3:36,75 min   | 2             | 3:48,78 min   | 6             | 06   |
| Katharina Engelhardt | Sprint Freistil | 3:48,32 min   | 28            | 3:45,92 min   | 5             | ausgeschieden | ausgeschieden | ausgeschieden | ausgeschieden | 24   |
| Männer               |                 |               |               |               |               |               |               |               |               |      |
| Elias Eischer        | Sprint Freistil | 3:03,98 min   | 01            | 3:04,65 min   | 1             | 3:10,66 min   | 3             | ausgeschieden | ausgeschieden | 07   |
| Niklas Walcher       | Sprint Freistil | 3:18,10 min   | 36            | ausgeschieden | ausgeschieden | ausgeschieden | ausgeschieden | ausgeschieden | ausgeschieden | 35   |

### Skispringen
| Athleten                                                | Wettbewerb               | 1. Durchgang                 | 1. Durchgang | 1. Durchgang | 2. Durchgang                 | 2. Durchgang | 2. Durchgang | Gesamt | Gesamt |
| Athleten                                                | Wettbewerb               | Weite                        | Punkte       | Rang         | Weite                        | Punkte       | Rang         | Punkte | Rang   |
| ------------------------------------------------------- | ------------------------ | ---------------------------- | ------------ | ------------ | ---------------------------- | ------------ | ------------ | ------ | ------ |
| Frauen                                                  |                          |                              |              |              |                              |              |              |        |        |
| Sara Pokorny                                            | Normalschanze            | 90,0 m                       | 75,0         | 12           | 87,0 m                       | 71,0         | 13           | 146    | 12     |
| Meghann Wadsak                                          | Normalschanze            | 88,0 m                       | 72,5         | 14           | 84,0 m                       | 64,1         | 17           | 136,6  | 13     |
| Männer                                                  |                          |                              |              |              |                              |              |              |        |        |
| Lukas Haagen                                            | Normalschanze            | 99,0 m                       | 101,5        | 6            | 102,0 m                      | 102,5        | 5            | 204,0  | 6      |
| Nikolaus Humml                                          | Normalschanze            | 98,0 m                       | 98,2         | 8            | 106,0                        | 112,5        | 1            | 210,7  | Silber |
| Mixed                                                   |                          |                              |              |              |                              |              |              |        |        |
| Sara Pokorny Nikolaus Humml Meghann Wadsak Lukas Haagen | Normalschanze Mannschaft | 90,5 m 105,0 m 89,5 m 98,0 m | 383,8        | 3            | 85,5 m 107,5 m 88,0 m 98,5 m | 391,2        | 3            | 775,0  | Bronze |

### Snowboard
| Athleten     | Wettbewerbe    | Vorrunde | Halbfinale    | Finale/Kleines Finale | Rang |
| Athleten     | Wettbewerbe    | Rang     | Rang          | Rang                  | Rang |
| ------------ | -------------- | -------- | ------------- | --------------------- | ---- |
| Männer       |                |          |               |                       |      |
| David Erhard | Snowboardcross | 9        | ausgeschieden | ausgeschieden         | 17   |
| Moritz Murer | Snowboardcross | 9        | ausgeschieden | ausgeschieden         | 18   |

| Athleten     | Wettbewerb | Qualifikation | Qualifikation | Finale | Finale | Rang |
| Athleten     | Wettbewerb | Punkte        | Rang          | Punkte | Rang   | Rang |
| ------------ | ---------- | ------------- | ------------- | ------ | ------ | ---- |
| Frauen       |            |               |               |        |        |      |
| Hanna Karrer | Slopestyle | 63,25         | 6             | 89,00  | 1      | Gold |
| Hanna Karrer | Big Air    | 92,00         | 1             | 146,75 | 6      | 6    |